# Giro di Romagna
Il Giro di Romagna è una corsa in linea italiana di ciclismo su strada.
Esiste anche una manifestazione omonima per cicloturisti (Giro della Romagna), che si tiene nel mese di maggio, fondata nel 1910 ed organizzata dall'Unione Cicloturistica Baracca Lugo.

## Storia

### Dalla fondazione al 1943

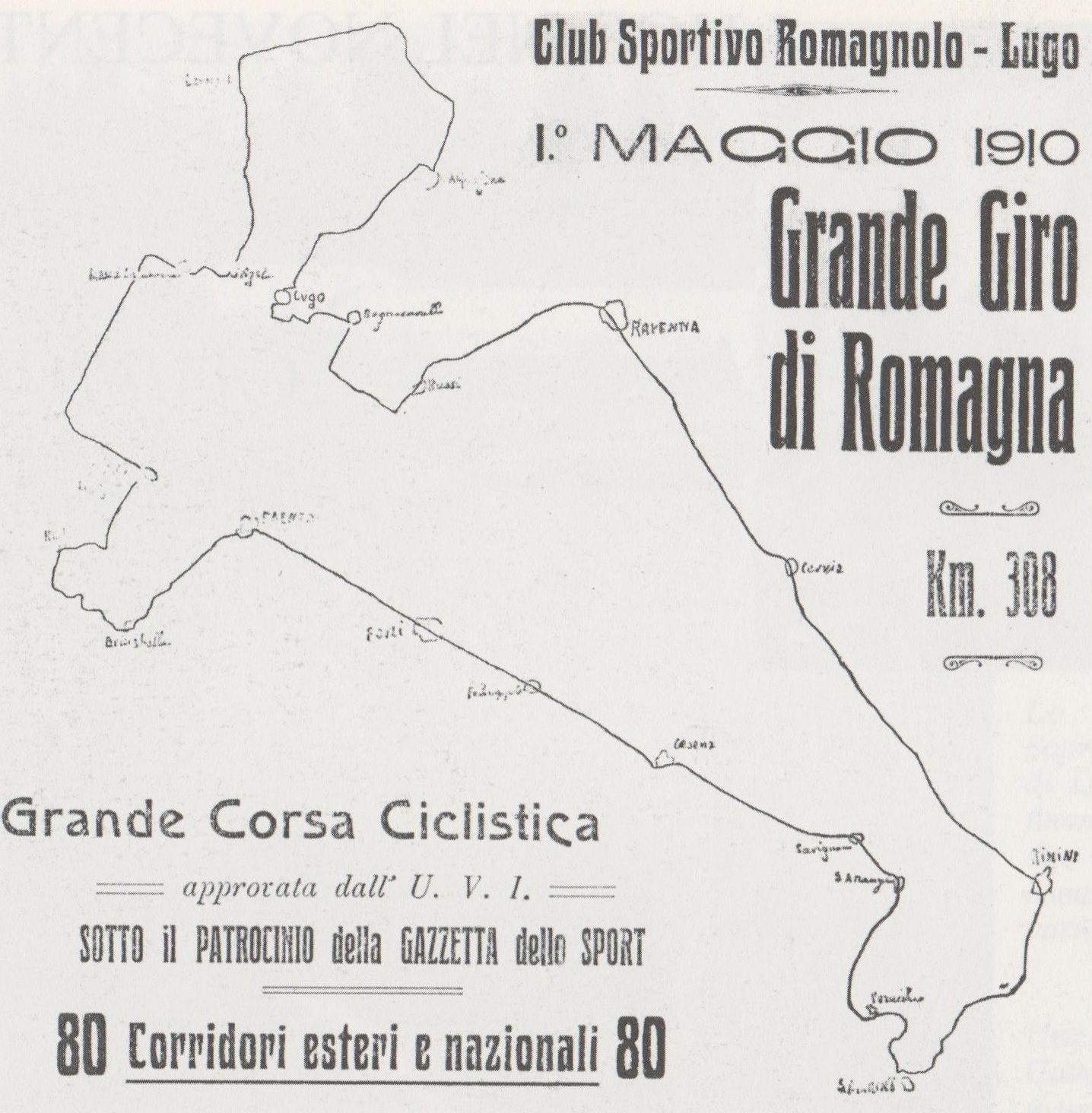
Mappa con il percorso del primo Giro di Romagna (1910).

Il 18 febbraio 1910 alcuni lughesi appassionati di ciclismo fondarono il «Club Sportivo Romagnolo». Pochi mesi dopo nacque il Giro di Romagna.
 
Nei primissimi anni la corsa si tenne il 1° maggio, una-due settimane prima del Giro d'Italia. Il percorso si snodava quasi interamente su due strade: via Emilia ed Strada Adriatica. Erano due le salite che interrompevano i lunghi rettilinei pianeggianti: quella di San Marino e quella del Monte Trebbio, che conduce al passo che collega l'Appennino forlivese (valle del Montone) con l'Appennino faentino (valle del Marzeno, affluente del Lamone). La salita al Monte Titano comparve sin dalla prima edizione; il Monte Trebbio a partire dalla seconda.
Il Giro di Romagna fu una corsa per professionisti sin dalla prima edizione. Dal 1914 fu una delle prove del campionato italiano.
Sin dalla prima edizione la manifestazione fu organizzata da una società lughese:
- 1910-1931: Club Sportivo Romagnolo (dal 1918 intitolato a Francesco Baracca)[2];
- 1934-1938: Società sportiva lughese «Francesco Baracca» (aderente all'Ente Sportivo Provinciale di Ravenna, organismo creato dal regime fascista);
- 1943: Pedale Lughese.

### Dal 1946 al 2004
Lugo rimase luogo di partenza e arrivo.

### Dal 2005 alla chiusura
Nel 2005 la manifestazione entrò nel calendario dell'UCI Europe Tour, come evento di classe 1.1.
Nel 2011 la corsa si fuse con la Coppa Placci, organizzata dall'Unione Sportiva Imolese, con sede a Imola. Le due società assunsero la gestione congiunta di entrambe le manifestazioni. In tale anno il «Giro di Romagna» partì da Imola e arrivò a Lugo. 

L'edizione 2012 del Giro di Romagna non fu disputata per motivi legati alla crisi economica.
Nel 2013, nel tentativo di recuperare la manifestazione, il titolo «Giro di Romagna» fu abbinato al Memorial Marco Pantani. Nell'occasione, la partenza del Memorial fu trasferita a Lugo, mentre l'arrivo rimase Cesenatico, luogo di nascita del Pirata. 
Nel 2024 la corsa è tornata nuovamente nel calendario del ciclistico italiano.

## Albo d'oro

XIX Giro di Romagna: una fase della corsa (ottobre 1935).

XIX Giro di Romagna: Learco Guerra, vincitore della corsa, in azione (ottobre 1935).

I tifosi assiepati sul monte Trebbio (Modigliana) attendono il passaggio dei concorrenti (maggio 1951).

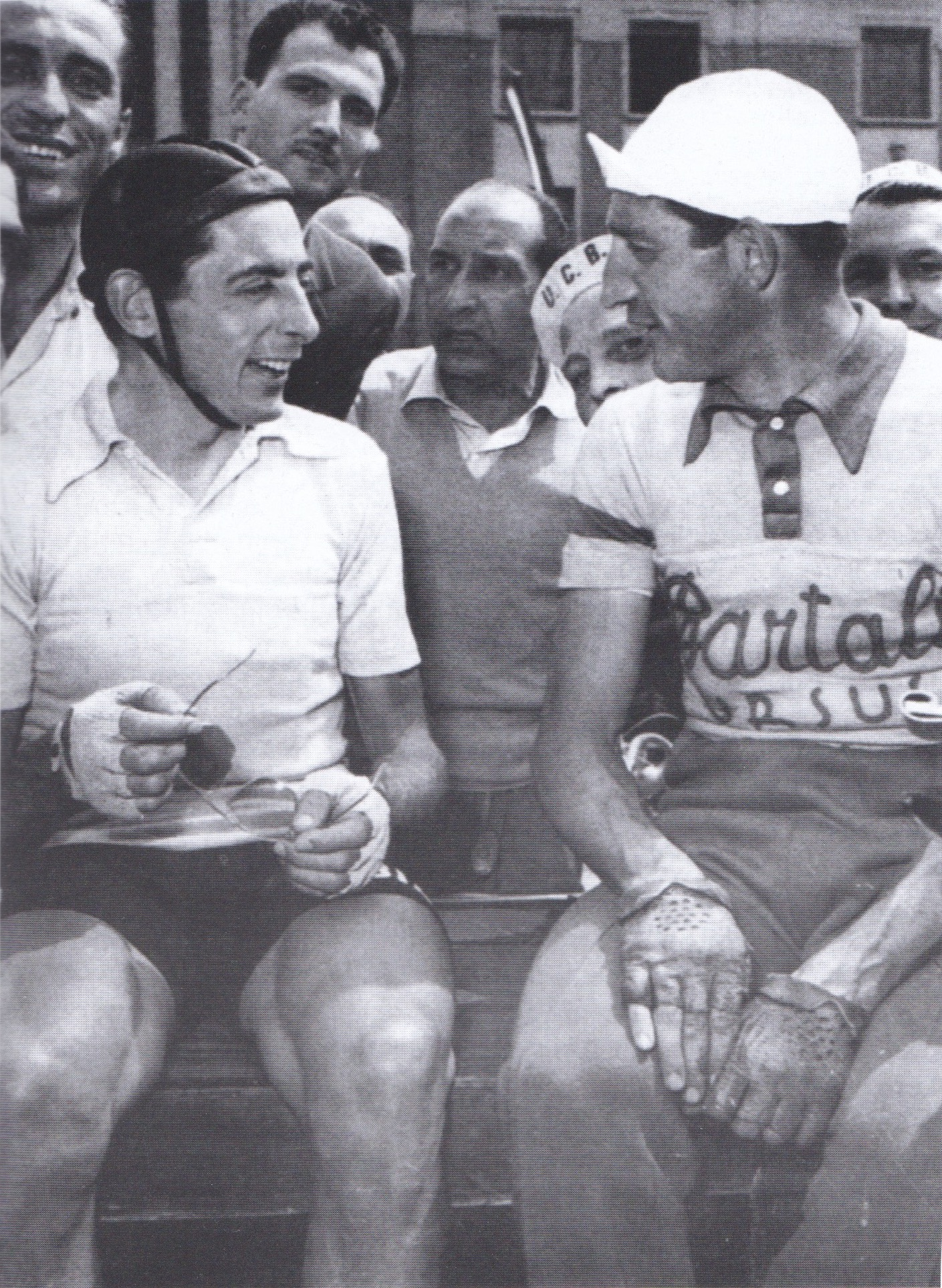
Fausto Coppi e Gino Bartali scherzano tra loro prima della partenza (1952).

| Anno        | Vincitore                                             | Secondo                                               | Terzo                                                 |
| ----------- | ----------------------------------------------------- | ----------------------------------------------------- | ----------------------------------------------------- |
| 1910        | Jean-Baptiste Dortignacq                              | Mario Bruschera                                       | Henri Lignon                                          |
| 1911        | Giovanni Micheletto                                   | Pierino Albini                                        | Giovanni Rossignoli                                   |
| 1912        | Dario Beni                                            | Ugo Agostoni                                          | Pietro Aimo                                           |
| 1913        | Angelo Gremo                                          | Pierino Albini                                        | Ezio Corlaita                                         |
| 1914        | Giovanni Cervi                                        | Costante Girardengo                                   | Carlo Durante                                         |
| 1915-20     | non disputato                                         | non disputato                                         | non disputato                                         |
| 1921        | Giovanni Roncon                                       | Adriano Zanaga                                        | Franco Giorgetti                                      |
| 1922        | Costante Girardengo                                   | Gaetano Belloni                                       | Giovanni Brunero                                      |
| 1923        | Giovanni Brunero                                      | Pietro Linari                                         | Bartolomeo Aimo                                       |
| 1924        | Luigi Magnotti                                        | Nino Bregalanti                                       | Livio Cattel                                          |
| 1925        | Angelo Gremo                                          | Michele Gordini                                       | Giovanni Trentarossi                                  |
| 1926        | Costante Girardengo                                   | Pietro Linari                                         | Alfredo Binda                                         |
| 1927        | Allegro Grandi                                        | Paolo Zanetti                                         | Michele Gordini                                       |
| 1928        | Antonio Negrini                                       | Luigi Giacobbe                                        | Ermanno Vallazza                                      |
| 1929        | Alfredo Binda                                         | Luigi Giacobbe                                        | Antonio Negrini                                       |
| 1930        | Armando Zucchini                                      | Decimo Dall'Arsina                                    | Aleardo Simoni                                        |
| 1931        | Ettore Meini                                          | Armando Zucchini                                      | Remo Bertoni                                          |
| 1932-33     | non disputato                                         | non disputato                                         | non disputato                                         |
| 1934        | Aldo Canazza                                          | Nino Sella                                            | Antonio Fraccaroli                                    |
| 1935        | Learco Guerra                                         | Gino Bartali                                          | Rinaldo Gerini                                        |
| 1936        | non disputato                                         | non disputato                                         | non disputato                                         |
| 1937        | Osvaldo Bailo                                         | Diego Marabelli                                       | Renato Scorticati                                     |
| 1938        | Pierino Favalli                                       | Enrico Mollo                                          | Nello Traggi                                          |
| 1939-42     | non disputato                                         | non disputato                                         | non disputato                                         |
| 1943        | Mario Fazio                                           | Elio Bertocchi                                        | Andrea Giacometti                                     |
| 1944-45     | non disputato                                         | non disputato                                         | non disputato                                         |
| 1946        | Fausto Coppi                                          | Vito Ortelli                                          | Giovanni De Stefanis                                  |
| 1947        | Fausto Coppi                                          | Gino Bartali                                          | Aldo Ronconi                                          |
| 1948        | Vito Ortelli                                          | Luciano Pezzi                                         | Italo De Zan                                          |
| 1949        | Fausto Coppi                                          | Fiorenzo Magni                                        | Aldo Ronconi                                          |
| 1950        | Livio Isotti                                          | Giorgio Albani                                        | Vito Ortelli                                          |
| 1951        | Fiorenzo Magni                                        | Fausto Coppi                                          | Antonio Bevilacqua                                    |
| 1952        | Luciano Maggini                                       | Tranquillo Scudellaro                                 | Giuseppe Minardi                                      |
| 1953        | Giancarlo Astrua                                      | Rino Benedetti                                        | Danilo Barozzi                                        |
| 1954        | Giuseppe Minardi                                      | Fiorenzo Crippa                                       | Renato Ponzini                                        |
| 1955        | Fiorenzo Magni                                        | Fausto Coppi                                          | Mauro Gianneschi                                      |
| 1956        | Pierino Baffi                                         | Giuseppe Minardi                                      | Bruno Monti                                           |
| 1957        | Ercole Baldini                                        | Guido Boni                                            | Angelo Conterno                                       |
| 1958        | Carlo Zorzoli                                         | Italo Mazzacurati                                     | Alfredo Sabbadin                                      |
| 1959        | Silvano Ciampi                                        | Alfredo Sabbadin                                      | Arnaldo Pambianco                                     |
| 1960        | Giorgio Tinazzi                                       | Miguel Poblet                                         | Rino Benedetti                                        |
| 1961        | Adriano Zamboni                                       | Rino Benedetti                                        | Walter Martin                                         |
| 1962        | Diego Ronchini                                        | Marino Fontana                                        | Ercole Baldini                                        |
| 1963        | Bruno Mealli                                          | Pierino Baffi                                         | Marino Fontana                                        |
| 1964        | Adriano Durante                                       | Franco Bitossi                                        | Marcello Mugnaini                                     |
| 1965        | Dino Zandegù                                          | Arnaldo Pambianco                                     | Luciano Armani                                        |
| 1966        | Gianni Motta                                          | Dino Zandegù                                          | Vito Taccone                                          |
| 1967        | Bruno Mealli                                          | Franco Balmamion                                      | Giorgio Favaro                                        |
| 1968        | Felice Gimondi                                        | Vito Taccone                                          | Michele Dancelli                                      |
| 1969        | Dino Zandegù                                          | Gianni Motta                                          | Vito Taccone                                          |
| 1970        | Davide Boifava                                        | Roberto Poggiali                                      | Ole Ritter                                            |
| 1971        | Franco Bitossi                                        | Giancarlo Polidori                                    | Ole Ritter                                            |
| 1972        | Pietro Guerra                                         | Mauro Simonetti                                       | Wilmo Francioni                                       |
| 1973        | Wladimiro Panizza                                     | Michele Dancelli                                      | Martín Emilio Rodríguez                               |
| 1974        | Franco Bitossi                                        | Sigfrido Fontanelli                                   | Enrico Paolini                                        |
| 1975        | non disputato                                         | non disputato                                         | non disputato                                         |
| 1976        | Gianbattista Baronchelli                              | Walter Riccomi                                        | Gianni Di Lorenzo                                     |
| 1977        | Roberto Ceruti                                        | Luciano Borgognoni                                    | Renato Marchetti                                      |
| 1978        | Valerio Lualdi                                        | Clyde Sefton                                          | Roberto Visentini                                     |
| 1979        | Gianbattista Baronchelli                              | Valerio Lualdi                                        | Roberto Visentini                                     |
| 1980        | Pierino Gavazzi                                       | Ludo Peeters                                          | Vittorio Algeri                                       |
| 1981        | Giuseppe Saronni                                      | Francesco Moser                                       | Emanuele Bombini                                      |
| 1982        | Moreno Argentin                                       | Emanuele Bombini                                      | Alfio Vandi                                           |
| 1983        | Alfons De Wolf                                        | Sven-Åke Nilsson                                      | Palmiro Masciarelli                                   |
| 1984        | Pierino Gavazzi                                       | Giovanni Mantovani                                    | Leo Schönenberger                                     |
| 1985        | Claudio Corti                                         | Marino Amadori                                        | Fabrizio Vannucci                                     |
| 1986        | Lech Piasecki                                         | Leo Schönenberger                                     | Walter Magnago                                        |
| 1987        | Ezio Moroni                                           | Pierino Gavazzi                                       | Maurizio Fondriest                                    |
| 1988        | Stefan Joho                                           | Pierino Gavazzi                                       | Maurizio Fondriest                                    |
| 1989        | Maximilian Sciandri                                   | Giuseppe Saronni                                      | Rolf Sørensen                                         |
| 1990        | Maximilian Sciandri                                   | Fabiano Fontanelli                                    | Stefano Giraldi                                       |
| 1991        | Franco Ballerini                                      | Bruno Cenghialta                                      | Antonio Fanelli                                       |
| 1992        | Beat Zberg                                            | Davide Rebellin                                       | Davide Cassani                                        |
| 1993        | Pascal Richard                                        | Marco Saligari                                        | Giorgio Furlan                                        |
| 1994        | Roberto Petito                                        | Pëtr Ugrumov                                          | Aleksandr Šefer                                       |
| 1995        | Davide Cassani                                        | Maurizio Fondriest                                    | Francesco Casagrande                                  |
| 1996        | Andrea Ferrigato                                      | Michele Bartoli                                       | Oscar Pellicioli                                      |
| 1997        | Francesco Casagrande                                  | Roberto Caruso                                        | Carlo Finco                                           |
| 1998        | Michele Bartoli                                       | Germano Pierdomenico                                  | Stefano Cecchin                                       |
| 1999        | Roberto Conti                                         | Aleksandr Vinokurov                                   | Francesco Casagrande                                  |
| 2000        | Dmitrij Konyšev                                       | Paolo Bettini                                         | Matteo Tosatto                                        |
| 2001        | Davide Rebellin                                       | Daniele Nardello                                      | Ruggero Borghi                                        |
| 2002        | Gianluca Bortolami                                    | Fabiano Fontanelli                                    | Mauro Radaelli                                        |
| 2003        | Fabio Sacchi                                          | Eddy Serri                                            | Eddy Ratti                                            |
| 2004        | Gianluca Bortolami                                    | Matteo Tosatto                                        | Fabian Wegmann                                        |
| 2005        | Danilo Napolitano                                     | Daniele Bennati                                       | Graeme Brown                                          |
| 2006        | Santo Anzà                                            | Niklas Axelsson                                       | Raffaele Ferrara                                      |
| 2007        | Eddy Serri                                            | Marco Marcato                                         | Luca Paolini                                          |
| 2008        | Enrico Gasparotto                                     | Francesco Reda                                        | Christian Pfannberger                                 |
| 2009        | Murilo Fischer                                        | Enrico Rossi                                          | Francesco Gavazzi                                     |
| 2010        | Patrik Sinkewitz                                      | Domenico Pozzovivo                                    | Giovanni Visconti                                     |
| 2011        | Oscar Gatto                                           | Simone Ponzi                                          | Enrico Battaglin                                      |
| 2012 - 2023 | non disputato                                         | non disputato                                         | non disputato                                         |
| 2013        | disputato come Memorial Marco Pantani-Giro di Romagna | disputato come Memorial Marco Pantani-Giro di Romagna | disputato come Memorial Marco Pantani-Giro di Romagna |
| 2024        | António Morgado                                       | Joan Bou                                              | Mattia Bais                                           |